# 270
Năm 270 là một năm trong lịch Julius. 